# Tomas Nordenskiöld
Nils Tomas Nordenskiöld, född 27 juli 1981 i Enskede församling i Stockholm, är en svensk journalist och programledare.

## Biografi
Tomas Nordenskiöld har en kandidatexamen i statsvetenskap och nationalekonomi från Stockholms universitet. Han har arbetat som ekonomireporter på Dagens Nyheter och politisk reporter på Dagens Industri mellan 2009 och 2019. Sedan 2019 har han arbetat som politikreporter på Expressen. Där har han bland medverkat i podden Politikrummet. 2022 utsågs han av Dagens Opinion till Sveriges mest inflytelserika politikreporter. Sedan januari 2025 är han tillsammans med Camilla Kvartoft programledare för SVT:s program Agenda.